# José Antonio Pagola
José Antonio Pagola (1937, Añorga, Guipúscoa) és un sacerdot espanyol llicenciat en teologia per la Universitat Gregoriana de Roma el 1962, en Sagrada Escriptura per l'Institut Bíblic de Roma el 1965 i diplomat en ciències bíbliques per l'Escola Bíblica de Jerusalem el 1966. És conegut per haver estat el vicari general del bisbe de Sant Sebastià José María Setién. El seu últim llibre, Jesús, aproximación histórica, ha estat criticat fortament i finalment ha estat retirat per l'editorial PPC.
És professor al Seminari de Sant Sebastià, i a la Facultat de Teologia del Nord d'Espanya (a Vitòria). També ha estat rector del Seminari Diocesà de Sant Sebastià.

## Debat sobreJesús, aproximación histórica
La publicació del seu darrer llibre, Jesús, aproximación histórica (PPC, Madrid 2007), un èxit editorial, amb 80.000 exemplars venuts, feu aixecar opinions contraposades. Entre elles hi ha les de Demetrio Fernández González, llavors bisbe de Tarazona, les de Xabier Pikaza o les de José Antonio Sayés. Arran d'aquesta polèmica l'autor emeté un comunicat, aparegut el 7 de gener del 2008 a Eclesalia. Fou novament contestat pel teòleg José Antonio Sayés, la qual cosa generà la denominada polèmica Sayés-Pagola. Finalment l'autor ha indicat que publicarà una nova edició profundament revisada, a la qual, tanmateix, no se li podrà concedir mai l'imprimatur.
El juny del 2008 la Conferència Episcopal Espanyola publicava una «Nota d'aclariment sobre el llibre de José Antonio Pagola, Jesús, aproximación histórica» en què, després de comentar les deficiències metodològiques i doctrinals que la Conferència Episcopal troba al llibre, es conclou afirmant que «l'autor sembla suggerir indirectament que algunes propostes fonamentals de la doctrina catòlica manquen de fonament històric en Jesús».
Segons els defensors, l'obra és un compendi de la investigació crítica sobre Jesús, una síntesi de les teories teològiques de diversos autors, entre les quals destaca una visió de Jesús a partir del seu kerigma, segons el corrent de l'anomenat Jesús històric, des del seu bateig per Joan fins al missatge de Pasqua. Consideren que el llibre aconsegueix unir els aspectes social i religiós, espiritual i històric, personal i social, alliberador i pietós en la vida de Jesús: «parla de Déu parlant dels pobres, parla de justícia tractant de la misericòrdia, parla de transformació econòmica ocupant-se de l'oració», se centra en l'experiència de sanació del Jesús que cura i en les paràboles «que ens obren els ulls per entendre».
Segons els seus contradictors, en canvi, el llibre presenta, en primer lloc, tres deficiències principals des del punt de vista metodològic:
- a) El trencament que, de fet, s'estableix entre la fe i la història
- b) La desconfiança respecte de la historicitat dels Evangelis
- c) La lectura de la història de Jesús des d'uns pressupostos que acaben tergiversant-la

Les deficiències doctrinals poden resumir-se en sis:
- 1. Presentació reduccionista de Jesús com un mer profeta
- 2. Negació de la seva consciència filial divina
- 3. Negació del sentit redemptor donat per Jesús en la seva mort
- 4. Enfosquiment de la realitat del pecat i del sentit del perdó
- 5. Negació de la intenció de Jesús de fundar l'Església com a comunitat jeràrquica
- 6. Confusió sobre el caràcter històric, real i transcendent de la resurrecció de Jesús

El 2008 Pagola publicà una segona versió del seu llibre que comptava amb l'imprimatur del bisbe de Sant Sebastià, Mn Uriarte. No obstant això, tal imprimatur fou revocat dos anys després per la Congregació per a la Doctrina de la Fe, que havia assumit la revisió de l'obra.
En defensa del llibre de Pagola sol citar-se un article del cardenal Gianfranco Ravasi, en què afirma que «la forma més transparent de guiar el lector no "tècnic" enmig d'aquest bosc [d'obres i bibliografia sobre el Jesús històric] continua essent potser la narrativa adoptada a Espanya per dos estudiosos, ARmand Puig i Tarrech (Jesús. Respuesta a los enigmas. San Pablo) i José Antonio Pagola (Jesús, aproximación histórica, PPC)».

## Obres
- Lectura y reflexión sobre los textos evangélicos de la liturgia cuaresmal, Instituto de Teología y Pastoral, 1968.
- Lectura y reflexión sobre los textos evangélicos de la liturgia Adviento, Instituto de Teología y Pastoral, 1968.
- La resurrección de Jesús en la fe de la primera comunidad cristiana, Instituto de Teología y Pastoral, 1970.
- Catequesis cristológicas, Idatz, 1975.
- Jesús de Nazaret. El hombre y su mensaje. San Sebastián, 1984. Ed. Idatz
- ¿Qué sabemos del Jesús histórico?, SM, 1981.
- Aprender a vivir, Idatz, 1983.
- La resurrección de los muertos, SM, 1983.
- Buenas Noticias, Idatz, 1985.
- La Eucaristía, experiencia de amor y de justicia, Sal Terrae, 1990.
- Acción pastoral para una nueva evangelización, Sal Terrae, 1991.
- Creer en el Resucitado, Sal Terrae, 1992.
- Una ética para la paz, Idatz, 1992.
- Fidelidad al Espíritu en situación de Conflicto, Sal Terrae, 1995.
- Es bueno creer, DDB, 1997.
- Padre nuestro. Orar con el espíritu de Jesús, PPC, 2003, 2.ª ed.
- Salmos para rezar desde la vida, PPC, 2004, 5.ª ed.
- Id y curad. Evangelizar el mundo de la salud y la enfermedad, PPC, 2005, 3.ª ed.
- Jesús ante la mujer, 2006
- Jesús. Aproximación histórica, PPC, 2007
- El camino abierto por Jesús 1. Mateo, PPC, 2012
- El camino abierto por Jesús 2. Marcos, PPC, 2012
- El camino abierto por Jesús 3. Lucas, PPC, 2012
- El camino abierto por Jesús 4. Juan, PPC, 2012
- Fijos los ojos en Jesús, PPC, 2012
- Jesús y el dinero. Una lectura profética de la crisis, PPC, 2013